# 歌乐沱乡
歌乐沱乡，是中华人民共和国四川省甘孜藏族自治州色达县曾经下辖的一个乡。屬色尔坝地域。

## 行政区划
歌乐沱乡撤销前下辖以下地区：
切柯村、草坡村、雅洛村和热吾底村。